# Kathleen Krüger
Kathleen Krüger (* 17. Mai 1985) ist eine ehemalige deutsche Fußballspielerin und langjährige Teammanagerin der Männer-Profifußballmannschaft des FC Bayern München. Seit 1. Juli 2024 leitet sie eine Stabsstelle im Vorstandsbereich Sport der FC Bayern München AG.

## Spielerkarriere
Krüger begann in der Jugendabteilung des FC Phönix Schleißheim, unmittelbar nördlich von München, mit dem Vereinsfußball und wechselte später zum FFC Wacker München. Nebenbei übte sie Karate aus und wurde sogar in nationale Auswahlen berufen. Aus Zeitgründen gab sie den Karatesport auf und konzentrierte sich auf den Fußball. Als 18-Jährige folgte 2003 der Wechsel zur zweiten Mannschaft des FC Bayern München. Nach nur einer Spielzeit in der Regionalliga Süd rückte sie zur Saison 2004/05 in die erste Mannschaft auf. Ihr Bundesligadebüt gab sie am 24. Oktober 2004 beim 4:0-Sieg im Auswärtsspiel gegen den VfL Wolfsburg nach ihrer Einwechslung für Felicia Notbom in der 87. Minute. Nach elf Punktspielen, in denen sie ohne Torerfolg blieb, beendete sie ihre Premierensaison im Seniorenbereich. In der Folgesaison, in der sie 14 Punktspiele bestritt, erzielte sie am 7. Mai 2006 beim 6:0-Heimsieg gegen den FSV Frankfurt mit dem Treffer zum 5:0 in der 48. Minute ihr einziges Bundesligator. In der Saison 2006/07 bestritt sie sechs Punktspiele; in den folgenden beiden Spielzeiten wurde sie jeweils in nur einem Punktspiel eingesetzt, zuletzt am 2. November 2008 beim 5:0-Sieg im Auswärtsspiel gegen den Herforder SV nach ihrer Einwechslung für Mandy Islacker in der 79. Minute. 
Im Herbst 2017 bestritt die damals 32-Jährige einige Spiele für den fünftklassigen Landesligisten SC Amicitia München.

## Tätigkeit beim FC Bayern München
Nach ihrer aktiven Karriere begann sie ein Studium des Internationalen Managements und war nebenbei im Umfeld der Frauenfußballmannschaft des FC Bayern München organisatorisch tätig. Als ihr 2009 der Job als Assistentin des Sportdirektors Christian Nerlinger angeboten wurde, brach sie ihr Studium nach nur einem Semester ab. Unter dem neuen Sportvorstand Matthias Sammer führte sie ihre Tätigkeit fort. Als erste Frau in der Bundesliga wurde sie 2012 zur Teammanagerin ernannt, womit ihre Position von einer reinen Bürotätigkeit näher an die Mannschaft heranrückte. Als solche war sie für alle organisatorischen Belange rund um die Mannschaft verantwortlich.
Seit der Bundesliga-Saison 2024/25 leitet Kathleen Krüger als Senior Leading Expert Sport Strategy & Development eine Stabsstelle im Vorstandsbereich Sport der FC Bayern München AG, die die Koordination, Evaluierung und Optimierung aller Verbindungen und Synergien im Bereich Sport verantwortet. Ihr Nachfolger als Teammanager im Lizenzspielerbereich ist Maciej Jagiellowicz.

## Privates
Krüger und ihre Lebensgefährtin wurden 2021 Eltern eines Sohnes.

## Persönliche Auszeichnungen
- 2022 Bayerischer Verdienstorden[6]